# Незабудка рыхлая подвид дернистая
Незабудка рыхлая подвид дернистая (лат. Myosotis laxa subsp. caespitosa) — многолетнее травянистое растение рода Незабудка (Myosotis), распространенное по всему Северному полушарию Земли. Более известно и чаще встречается в литературе и интернет-источниках под устаревшим синонимичным названием Незабудка дернистая (лат. Myosotis caespitosa).

## Ботаническое описание[2][3]
Многолетнее травянистое растение с побегами высотой 20-60 см. Корневище укороченное, без подземных побегов, изредка коротко ползучее.
Стебель исходящий от верхушки корневища, тонкий, чаще одиночный, разветвленный от основания с боковыми побегами, равными по высоте основному, поэтому часто растение кажется многостебельным. Поверхность покрыта прижатыми щетинками.
Листья с редкими прижатыми щетинками, сочные, тонкие, продолговато-ланцетные или ланцетные, длина 1-4, ширина 0,5-1 см. Верхние стеблевые листья сидячие, островатые, нижние — лопатчатые, тупые.
Мелкие цветки собраны в многочисленные рыхлые безлистные кисти, удлиняющиеся при плодоношении до 20 см. Плодоножки до 1,5 см длиной, отклоненные перпендикулярно побегу. Чашечка колокольчатая, с пятью треугольно-ланцетными зубцами, от 2 мм длиной при цветении до 3-4(5) мм при плодах. Венчик голубой, диаметром 4-6 мм, отгиб по середине трубки, 5 лопастей яйцевидно-округлые по форме. Столбики пестиков короткие, рыльце не выставляется из чашечки после опадения венчика. Цветение в средней полосе России в июне-сентябре, созревание плодов с июля по октябрь.
Плоды коричневые, плоско-трехгранные, длина 1-1,5 мм.

## Распространение и экология[2][3]

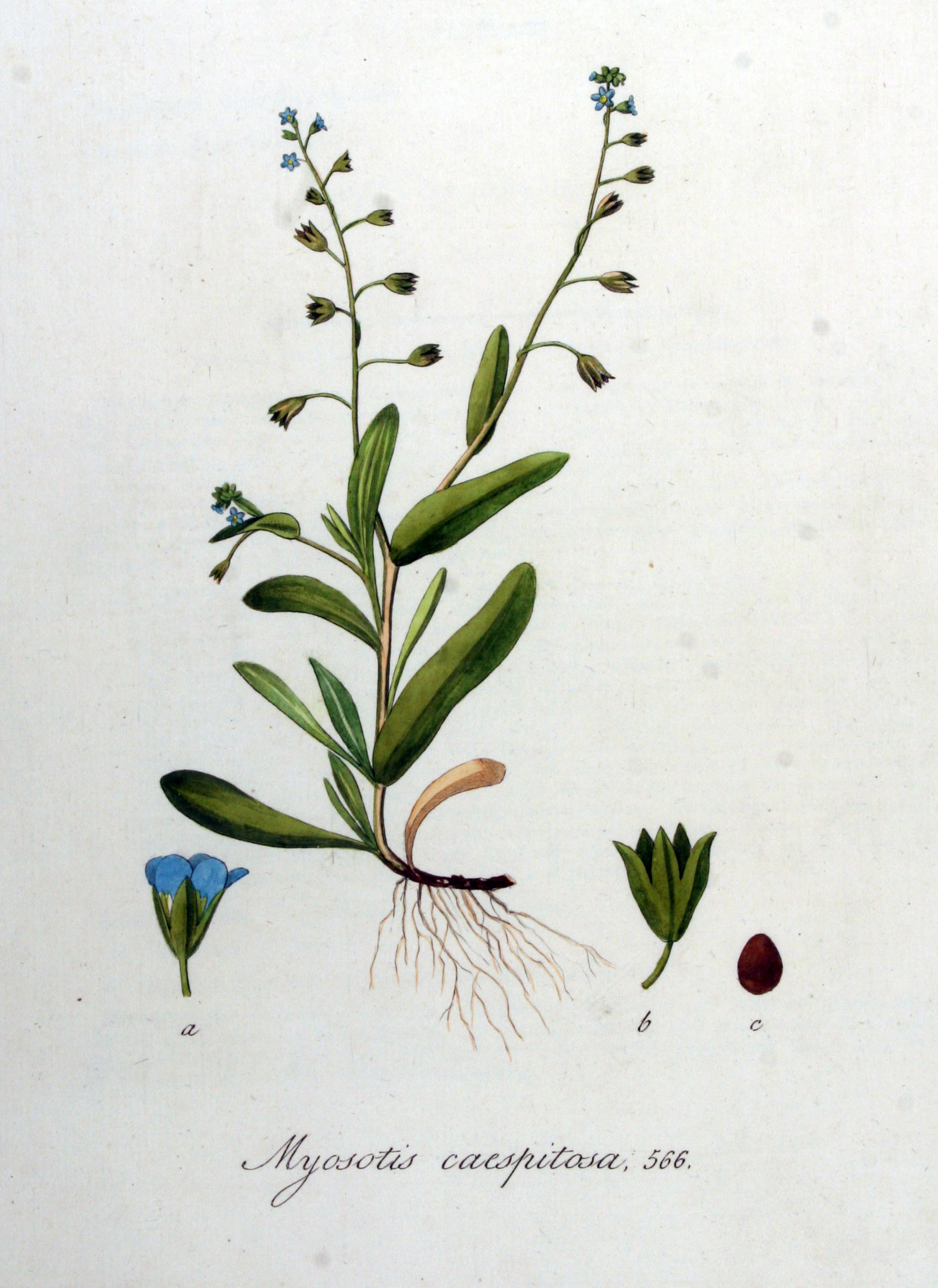
Незабудка дернистая.

Природный ареал охватывает умеренный и субтропический пояса Северного полушария — Средиземноморье, Центральная Европа, Иран, Балканы, Гималайский регион, Китай, Северная Америка. В России вид распространен практически во всех регионах за исключением Арктики.
Растения предпочитают влажные места — сырые луга, травяные болота, берега водоемов.

## Классификация

### Таксономия[4]
Myosotis laxa subsp. caespitosa (Schultz) Hyl. ex Nordh., 1940, Norsk Fl. 529
Таксон Незабудка рыхлая подвид дернистая относится к виду Незабудка рыхлая (Myosotis laxa) рода Незабудка  (Myosotis) семейства Бурачниковые (Boraginaceae) порядка Бурачникоцветные (Boraginales). Кладограмма в соответствии с Системой APG IV по состоянию на июнь 2023 года:
|  |                                      |  |                                   | порядок Бурачникоцветные |  | семейство Бурачниковые - 153 ботанических рода |  | род Незабудка - 155 подтвержденных видов |  | Незабудка рыхлая подвид дернистая |
|  |                                      |  |                                   | порядок Бурачникоцветные |  | семейство Бурачниковые - 153 ботанических рода |  | род Незабудка - 155 подтвержденных видов |  | Незабудка рыхлая подвид дернистая |
|  | отдел Цветковые, или Покрытосеменные |  |                                   |                          |  |                                                |  |                                          |  |                                   |
|  |                                      |  |                                   |                          |  |                                                |  |                                          |  |                                   |
|  |                                      |  | ещё 63 порядка цветковых растений |                          |  |                                                |  |                                          |  |                                   |
|  |                                      |  |                                   |                          |  |                                                |  |                                          |  |                                   |

### Синонимы
- Myosotis caespitosa  Schultz
- Myosotis commutata  Roem. & Schult.
- Myosotis laxa var. cespitosa  (Schultz) Apelgren
- Myosotis macrocalyx  (Fisch. & C.A.Mey.) O.D.Nikif.
- Myosotis scorpioides subsp. caespitosa  (Schultz) Herm.
- Myosotis subvernicosa  Colenso
- Myosotis uliginosa  Schrad. ex Mert. & W.D.J.Koch